# Луиза Бурбон-Френска
Луиза-Мари Френска (на френски: Louise-Marie de France) е френска принцеса, най-малката дъщеря на крал Луи XV и Мария Лежинска.

## Биография
Заедно с останалите по-млади дъщери на кралското семейство, Луиза е възпитана в абатството Фонтвро и се връща в двора чак 13-годишна възраст през (1750) г.
Подобно на сестрите си тя страни от светските събития и търси утеха в религията. Луи XV има различни планове за неин евентуален брак, но нито един от тях не се осъществява. През 1770 г. за всеобщо изумление, Луиза моли баща си за разрешение да се подстриже в манастир. Тя се присъединява към ордена на кармелитките с фразата: „Аз ставам кармелитка, а кралят целият принадлежи на Бог“, която свидетелства за желанието ѝ да изкупи с тази жертва греховете на баща си. Луиза избира да влезе в обителта Сен Дени, която е най-бедната във Франция и където редът е особено строг.
Умира на 23 декември 1787 г.